# أوغست فوريل
أُوغُست فُوريل (بالإنجليزية: Auguste Forel) (1 سبتمبر 1848م - 27 يوليو 1931م) عالم سويسري في علم أمراض الخلايا، وعالم التشريح العصبي، وطبيب نفسي، وأخصائي في تحسين النسل، اشتُهر بأبحاثه في بنية الدماغ البشري. ويُعتبر أحد مؤسسي نظرية الخلايا العصبية. هو أيضًا عالم حشرات، وعالم أعصاب، وعالم نمل، وفيلسوف، وكاتبٌ غير روائيٍ. فوريل معروفٌ أيضًا بمساهماته المبكرة في علم الجنس وعلم النفس.
آمن بتعاليم بهاءالله وأصبح بهائيًا عام 1920م.
منذ عام 1978م وحتى عام 2000م ظهرت صورة فوريل على الورقة النقدية من فئة 1000 فرنك سويسري.

## ولادته ونشأته
ولد أوغست فوريل عام 1848م في مورجيس على بحيرة جنيف في سويسرا. لفيكتور فوريل، وهو كالفيني سويسري، وبولين مورين. و نشأ في منزلٍ وقائيٍ.
عمه الأكبر، الذي كان عالم حشراتٍ، عرّف فوريل بالتاريخ الطبيعي للحشرات عندما كان صغيرًا. بعد قراءة كتاب لبيير هوبر، أصبح أوغست مهتمًا بالنمل.

## تعليمه
ذهب أوغست إلى المدرسة في مورجيس ولوزان. في عام 1866م بدأ دراسته في كلية الطب بجامعة زيورخ. أثناء وجوده في كلية الطب، استمرّ في جمع مستعمرات النمل من أجل دراسة علم وظائف الأعضاء، وعلم الأحياء، والتشريح، و علم الوضع، حيث قام بتجربة تأثير بعض العوامل الكيميائية الحيوية عليها.
في عام 1871م، ذهب إلى فيينا ودرس على يد تيودور مينرت (1833م-1892م)، حيث قام بأول دراسةٍ مقارنةٍ للمهاد. أصيب فوريل بخيبة أملٍ بسبب ماينرت.
في زيورخ، كانت دراسته مستوحاةً من أعمال برنهارد فون جودن (1824م-1886م). في عام 1873م، انتقل إلى ألمانيا لمساعدة جودن في ميونيخ Kreis-Irrenanstalt. قام بتحسين تقنياتٍ مختلفةٍ في علم التشريح العصبي، بما في ذلك التعديلات على تصميم مشراح جودين.

## سيرته الذاتية
أطلق فوريل على منزله اسم La Fourmilière أي مستعمرة النمل. في حوالي عام 1900م، كان فوريل متخصصًا في تحسين النسل. أصيب فوريل بسكتةٍ دماغيةٍ شلّت جانبه الأيمن في عام 1912م، لكنه علّم نفسه الكتابة بيده اليسرى وتمكّن من مواصلة دراسته.
تزوج فوريل من إيما ستاينهيل في أغسطس 1883م، وأنجبا أربع بناتٍ وولدين. في عام 1903م، انتقل فوريل وعائلته للعيش في منزله، لا فورميلير، في إيفورن بالقرب من بحيرة جنيف.
توفي في 27 يوليو 1931م، وتم حرق جثته في لوزان بعد يومين.

## اعتناقه البهائية
بعد أن سمع عن الدين البهائي من صهره الدكتور آرثر براونز (متزوج من ابنته مارثا)، أصبح في عام 1920م عضوًا في الديانة البهائية، متخليًا عن آرائه العنصرية والاشتراكية السابقة، حيث كان فوريل قبلها ملحدًا ومناهضًا بشدةٍ للرأسمالية، وكان بعيدًا عن المفاهيم التي تطرحها الديانة البهائية آنذاك.، وكتب في وصيته:
هذا هو الدين الحقيقي للخير الاجتماعي الإنساني، بدون خرافات أو كهنة، يوحّد جميع البشر في عالمنا الأرضي الصغير هذا. لقد أصبحتُ بهائيًا. فليحيا هذا الدين ويزدهر لخير البشرية. هذه هي رغبتي الحقيقية.

— أوغست فوريل

### لوح عبد البهاء إلى فوريل
في نهاية حياته، في 21 سبتمبر 1921م، أجاب عبدالبهاء، الذي تولى قيادة الدين البهائي بعد وفاة والده بهاءالله، في لوحٍ هو آخر أعماله الفلسفية المهمة، على أسئلة أوغست فوريل، تُعرف باسم "لوح إلى الدكتور أوغست فوريل"، يشرح فيها الاختلافات بين عوالم الجماد والنبات والحيوان والإنسان، والضرورة المنطقية لوجود العقل عند الإنسان باعتباره عامل تكامل كل شيء في الجسد، ووجود "الحقيقة الكبرى" باعتبارها عامل وحدة الكائنات اللانهائية، واعتماد قِوى العقل على الروح البشرية، وكذلك الطبيعة الروحية للإنسان والبراهين على وجود الله. وبعد سنواتٍ قليلةٍ، نشر شوقي أفندي، حفيد عبدالبهاء، الترجمة الإنجليزية لهذا اللوح.

## علم الأعصاب
كان لفوريل مسيرةً مهنيةً متنوعةً ومختلطةً كمفكرٍ في العديد من المواضيع.
في عام 1877م، وصف التنظيم النووي والليفي للمنطقة السقيفية والتي تُعرف الآن باسم Campus Foreli. ثم أصبح بعد ذلك محاضرًا في جامعة لودفيغ ماكسيميليانز في ميونيخ بينما واصل أيضًا أبحاثه حول النمل.

### العلاج العصبي
أدرك فوريل من التجارب أن الخلايا العصبية هي العناصر الأساسية للجهاز العصبي. ووجد أن الوصل العصبي العضلي يتواصل بمجرد الاتصال ولا يتطلب مفاغرة الألياف. أصبح هذا يسمى نظرية الاتصال لفوريل.
كلمة "عصبون" صاغها فيلهلم فون فالدير الذي نشر مراجعة لأعمال فوريل وآخرين في عام 1891م. قام فالدير بتوليف الأفكار دون إجراء أي بحثٍ فعليًا بنفسه ونشرها في Deutsche medizinische Wochenschrift، وهي مجلةٌ مقروءةٌ على نطاقٍ واسعٍ مما جعله يتمتع بشعبيةٍ كبيرةٍ. كان فوريل يشعر بالمرارة الشديدة تجاه الشهرة التي حققها فالدير والتي يُعتقد أنها ساهمت في تراجع اهتمامه بعلم التشريح العصبي وعلم الأعصاب.
وصف فوريل لأول مرةٍ في عام 1877م منطقة incerta في الدماغ. أطلق عليها هذا الاسم لأنها "منطقة لا يمكن قول أي شيءٍ مؤكدٍ عنها".
في عام 1879م، قبل التعيين كأستاذٍ للطب النفسي في كلية الطب بجامعة زيورخ. تم تعيينه أيضًا في منصب المدير المؤقت لمستشفى جامعة الطب النفسي في زيورخ - ملجأ بورغولزلي، حيث عمل مع طبيبين آخرين فقط في علاج 300 مريضٍ. وبقي هناك تسعة عشر عامًا، ينشر مقالاتٍ عن الجنون، وإصلاح السجون، والأخلاق الاجتماعية. كانت إدارة بورغولزلي سيئةً للغاية مع موظفين فاسدين ومعايير سيئةٍ قبل أن يتولى فوريل المسؤولية ويتحول ليصبح من بين الأفضل في أوروبا.

## علم النمل

صورة عن تشريح النمل

### العالم الاجتماعي للنمل

#### المنشورات

##### ليه فورميس دو لا سويس (1874م)
بعد رحلةٍ ميدانيةٍ إلى جنوب سويسرا في أوائل العشرينات من عمره، كتب فوريل مقالًا من 450 صفحةً بعنوان Les Fourmis de la Suisse، والذي نُشر لأول مرةٍ في سلسلةٍ من ثلاثة أجزاءٍ في مجلةٍ علميةٍ سويسريةٍ، بدءًا من عام 1874م، وقد أكسبه جائزة شافلي التي تمنحها جمعية التاريخ الطبيعي السويسرية. أرسل فوريل إلى تشارلز داروين نسخةً من المقال عندما تم نشره ككتابٍ في عام 1874م، وأثنى داروين على عمله. كما كرّمته أكاديمية باريس للعلوم بجائزة "ثور" عن المقال. تم اختيار أطروحته المكونة من 450 صفحةً عام 1874م من قبل العلماء لأهميتها الثقافية، فهي جزءٌ من القاعدة المعرفية للحضارة. وقد أثنى تشارلز داروين على Les Fourmis de la Suisse. تمت ترجمته إلى الإنجليزية عندما أُعيد إصداره عام 1890م.
كتب السير ج.أ. هاميرتون فصلاً بعنوان "حواس الحشرات: أوغست فوريل" في كتابه الصادر عام 1937م، الخطوط العريضة للكتب العظيمة، والذي أشاد فيه بـ "مقال جائزة فوريل عن نمل سويسرا" عام 1874م. قال هامرتون إن هذه كانت "أهم مساهمةٍ في علم نفس الحشرات يقدمها طالبٌ واحدٌ على الإطلاق... لقد جعل الحواس والقدرات العقلية للحشرات دراسته الرئيسية. وقد خدم عمله على الحشرات في دراسة علم النفس البشري."

##### حواس الحشرات 1885 (1908م)
في تجربةٍ لفهم التواصل بين النمل بشكلٍ أفضل، في عام 1886، أزال فوريل هوائيات عددٍ كبيرٍ من النمل من أنواع مختلفة، ثم وضعها في صندوقٍ لمراقبة سلوكهم. ووجد أن النمل الذي ليس لديه قرون استشعارٍ لم يعد عدوانيًا تجاه النمل الآخر، في تناقضٍ ملحوظٍ مع النمل الذي لديه قرون استشعارٍ. وهذا يؤكد فرضيته القائلة بأن النمل يستخدم هوائياته لتمييز الصديق من العدو. وقد نشر النتائج التي توصل إليها باللغة الإنجليزية عام 1908م في كتابه حواس الحشرات. في دراسةٍ أجريت عام 2016م في مجلة سميثسونيان، استشهد المؤلف بفوريل. كانت التجربة واحدةً من سلسلةٍ أجريت في ثمانينيات القرن التاسع عشر ونشرت باللغة الألمانية في ذلك الوقت. وتضمنت الترجمة الإنجليزية لعام 1908م العديد من الدراسات المنشورة سابقًا حول هذا الموضوع.

##### لوموند سوشال دي فورميس (1921م)
في عام 1919م، استأجر فوريل رسام الحيوانات الشهير إريك دبليو هاينريش للعمل معه في أطروحته الرائعة المكونة من خمسة مجلداتٍ والتي تحمل عنوان Le Monde social des fourmis du Globe comparé à celui de L'homme. نُشرت المجلدات الخمسة باللغة الفرنسية عام 1921م. تم نشره باللغة الإنجليزية عام 1928م.
في مراجعته للطبيعة عام 1924م لكتاب فوريل Le Monde social des fourmis, Compareé à celui de l'homme in Nature، قال مالينوفسكي إن أخذ القياس بين المجتمع والكائن الحي حرفيًا من خلال مقارنة المجتمع البشري بمجتمع الحيوانات، "قد ضلل ودمّر معظم المجتمعات". محاولات سابقة لعلم الاجتماع المنهجي. "
في عام 1914م، كان فوريل صديقًا جيدًا لعالم الحشرات البريطاني الشهير هوراس دونيثورب، الذي أقام معه في سويسرا؛ وكثيرًا ما تسببت آرائه الاشتراكية المتحمسة في جدالاتٍ سياسيةٍ بين الاثنين. في طبعة هوراس دونيثورب لعام 1927م من كتاب النمل البريطاني: تاريخ حياتهم وتصنيفهم. قال دونيثورب: "أتمنى... أن أحتج على استخدام النمل كسلاحٍ مفترضٍ في الجدل السياسي. في رأيي، لا يعد العمل في علم الحشرات الوسيلة المناسبة لتقديم النظريات السياسية من أي نوعٍ، ناهيك عن استخدامها في أبحاثها."

#### أبحاث ميرميكولوجية أخرى
في عام 1898م، كان لفوريل الفضل في اكتشاف مرض التروفالكس بين النمل.

## ميراثه
تم عرض معرضٍ متنقلٍ لأعمال حياة فوريل - أوغست فوريل: Arzt Naturforscher Sozialreformer - في عام 1986م في زيورخ، وبعد ذلك بعامين في برن. وصف مؤسس معهد أبحاث الدماغ في زيورخ، كونراد أكيرت، فوريل بأنه "نموذجٌ يحتذى به" ومساهماته "كمصلحٍ اجتماعي" وعالمٍ "ضخمٍ". في مقالته المنشورة في مجلة "تاريخ الطب النفسي" عام 2008م، والتي تستشهد بمعارض الثمانينيات، قال الطبيب النفسي المقيم في زيورخ، بيرنهارد كوشنهوف، إنه من منظور القرن الحادي والعشرين، "يجب تعديل حكم أكيرت". لم تعكس المعارض بشكلٍ كافٍ "التمثيل الكامل" لحياة فوريل لأنها تجاهلت وفشلت في ذكر أفكار فوريل "العنصرية وتحسين النسل" ونشاطه الاجتماعي ذي الصلة.
ومنذ عام 1978م حتى عام 2000م ظهرت صورة فوريل على الورقة النقدية من فئة 1000 فرنك سويسري.
سميت مدرسة فوريل الدولية باسمه.

## ببليوغرافيا
- Ants and Some Other Insects: An Inquiry into the Psychic Powers of these Animals (1904)
- Hypnotism; or, Suggestion and Psychotherapy: A Study of the Psychological, Psycho-physiological and Therapeutic Aspects of Hypnotism (1907)
- Ameisen aus Sumatra, Java, Malacca und Ceylon. Gesammelt V.Prof. Dr. V. Buttel Reepen in den Jahren, 1911–1912. Zool. Jahrd.Jena Abt. F.Syst. 36: 1–148. (1913).
- Fourmis de Rhodesia, etc. recoltees par M. Arnold, le Dr. H. Brauns et K. Fikendey. Annales de la Societe Entomologique de Belgique. 57: 108–147.(1913).
- Le monde social des fourmis du globe comparé à celui de l'homme. Genève, Kundig, 1921–1923, 5 volumes (1921-1923).

## أعماله المختارة
- Formicides de l'Antille St. Vincent, récoltées par Mons. H. H. Smith.

## مناصب وهيئات
أدار جامعة زيورخ.

## روابط خارجية
- أوغست فوريل على موقع الموسوعة البريطانية (الإنجليزية)
- Works by or about Auguste Forel at Wikisource
- Works by Auguste Forel at Project Gutenberg
- Works by or about Auguste Forel at Internet Archive
- Newspaper clippings about Auguste Forel in the 20th Century Press Archives of the ZBW